# 黑河奈美
黑河奈美（1980年1月25日—），日本女性聲優，大阪府出身。Production baobab所屬。
主要演出作品有最終幻想：水晶編年史 命運之輪的切莉加，戀姬†無雙的關羽等。

## 來歷·人物
- 擁有英檢３級、劍道１級、書道初段資格。
- 喜歡棒球。因為自己的生日是1月「25日」，所以很在意衣服號碼是25號的阪神隊的新井貴浩選手。

## 參與作品

### 電視動畫
主要角色以粗體顯示
2001年
- 電腦冒險記（三条寺マモル）

2002年
- 朝霧的巫女（娘）

2003年
- 天使怪盜（沢村みゆき）
- 成惠的世界（金沢あや、司会）

2004年
- 少年悍將（ジンクス）
- 超人卡通合集（女大學生）
- 蜘蛛人（ジュビリー）
- 花右京女侍隊La Verite（醫療部女僕）

2005年
- 冰上萬花筒（ガブリエラ・パピィ・ポッゾ）
- 可愛巧虎島
- 初音島（胡ノ宮環）
- 銀盤萬花筒（ガブリエラ・パピィ・ポッゾ）

2006年
- 我們這一家（店員B、客人A）
- 金色琴弦（庄司惠）
- 女子高生（小柴奈緒、保険委員）
- 夜明前的琉璃色（穗積沙耶加）
- 女生愛女生（女子B）
- 西方善魔女Astraea Testament（女子A、文藝部員2）

2007年
- 校園烏托邦 學美向前衝！（角沢多佳子）
- 七色★星露（小岩井フローラ）
- 蟲之歌（浅野みはる）

2008年
- 恋姫†無双（關羽）
- 發現、體驗、最喜歡！巧虎

2009年
- 真・恋姫†無双（關羽）

2010年
- 真・恋姫†無双~乙女大亂（關羽）
- 聖痕鍊金士（仙道六實)
- 青春CUP（攝影師）

### OVA
- 大魔法峠（貓惠）
- 撲殺天使朵庫蘿（田辺さん、小倉優子老師）

### 廣播劇CD
- 篁破幻草子（井上皇后）

### 遊戲
- 召喚夜響曲4（ラミ）
- 初音島Plus Situation（胡ノ宮環）
- 七色★星露（小岩井フローラ）
- 最終幻想：水晶編年史 命運之輪（チェリンカ）
- 冒險少女娜汀亞（イコリーナ）
- My Merry May（杵築たえ）
- 夜明前的琉璃色（穂積さやか）
- （初姬）
- 狂野歷險 XF（アレクシア）
- 戀姬†夢想（關羽）

## 外部連結
- 事務所公開簡歷（页面存档备份，存于）（日語）